# Pasmajärvi
Pasmajärvi är en sjö i Kiruna kommun i Lappland och ingår i Torneälvens huvudavrinningsområde. Sjön är 4,8 meter djup, har en yta på 3,63 kvadratkilometer och befinner sig 314 meter över havet. Sjön avvattnas av vattendraget Pasmojoki.

## Delavrinningsområde
Pasmajärvi ingår i det delavrinningsområde (753372-176800) som SMHI kallar för Utloppet av Pasmajärvi. Medelhöjden är 337 meter över havet och ytan är 59,69 kvadratkilometer. Det finns inga avrinningsområden uppströms utan avrinningsområdet är högsta punkten. Vaikkojoki som avvattnar avrinningsområdet har biflödesordning 3, vilket innebär att vattnet flödar genom totalt 3 vattendrag innan det når havet efter 332 kilometer. Avrinningsområdet består mestadels av skog (63 procent) och sankmarker (26 procent). Avrinningsområdet har 5,77 kvadratkilometer vattenytor vilket ger det en sjöprocent på 9,7 procent.

## Historia
Pasmajärvi omnämns i gamla skattelängder som Passma Tresk (1559), Pasmo (1568), Pasma (1576, 1594) eller Passema träsk (1595). Sjön brukades av samer inom den historiska lappbyn Siggevara eller Lulebyn (Nederbyn), som omfattade den östra delen av Jukkasjärvi socken.